# Alustriel Silverhand
Lady Alustriel Silverhand è un personaggio immaginario dell'universo di Forgotten Realms.

## Caratteristiche
Governa la città di Silverymoon ed è a capo delle Marche d'Argento, una confederazione di vari stati nell'area attorno a Silverymoon, nel Nord di Faerûn, che include Mithral Hall, Everlund, Cittadella Adbar, Sundabar ed altre città, cittadine e villaggi.
Alustriel è una potentissima maga, essendo una delle prescelte della dea della magia Mystra ed una delle Sette Sorelle. È nota per l'amore e la devozione che dimostra verso la sua gente – che può essere considerato un comportamento inusuale per coloro che detengono il potere politico. È molto popolare e ben voluta a Silverymoon, e molti farebbero tutto ciò che è in loro potere per impedire che le succeda qualcosa. È considerata una donna saggia e giusta, ma sa anche essere spietata quando occorre e contro chi se lo merita (ad esempio, in diplomazia).
Oltre ad essere intelligente, saggia ed una condottiera carismatica, Alustriel è rinomata per la sua sorprendente bellezza.
Il suo sogno è quello di realizzare un regno pacifico che irradi gloria e cultura, dove la tolleranza possa prosperare, ancor di più dell'antico (ora scomparso) regno elfico di Myth Drannor. Tuttavia, sa bene che la realtà dei fatti è diversa e che a volte è necessario scegliere di percorrere un'altra via, anche se con rammarico e dolore, come quando una volta ha negato l'accesso alla città all'elfo scuro ranger Drizzt Do'Urden per mantenere buoni rapporti con la vicina Nesmé, decisione a cui fu obbligata per poter mantenere lo status quo della città che mal tollererebbe la visita di una razza tanto temuta. Tale divieto venne sciolto qualche tempo dopo, quando le gesta di Drizzt avevano fatto ormai il giro del Faerûn e la fiducia delle genti era stata guadagnata. Questo permise ai due di conoscersi meglio diventando buoni amici. Un loro coinvolgimento amoroso è stato presunto da molti, ma non esistono dati concreti che avvalorano questa ipotesi.